# Edmund Bierling
Edmund „Edi“ Bierling (* 16. April 1929; † 18. Mai 2007) war ein bayerischer Volksschauspieler.

## Leben

### Karriere
Bierlings künstlerischer Schwerpunkt lag auf der Bühnenarbeit. Im Lauf seiner Theatertätigkeit spielte er an zahlreichen überregional bekannten Volkstheatern Süddeutschlands, z. B. am Münchner Komödienstadl, dem Chiemgauer Volkstheater, dem Tegernseer Volkstheater sowie an Peter Steiners Theaterstadl. Viele dieser Inszenierungen wurden für das Fernsehen aufgezeichnet, wodurch Bierling auch einem bundesweiten Publikum bekannt wurde. So konnte man ihn etwa neben Toni Berger im Schwank Zur Ehe haben sich versprochen am Komödienstadl sehen, in der Titelrolle als bayerischer Protectulus neben Peter Steiner in einer Inszenierung aus dessen Theaterstadl und neben Maxl Graf in einer Inszenierung der Komödie Liebe und Blechschaden aus Amsi Kerns Chiemgauer Volkstheater.
Daneben übernahm Bierling auch Rollen in Fernsehproduktionen, etwa in der britischen Krimiserie Taggart (mit Mark McManus in der Titelrolle), Vivian Naefes Komödie Zuckerhut, dem ZDF-Krimi Hinterkaifeck, dem Münchner Tatort Gegenspieler (mit Helmut Fischer als Kommissar Lenz) sowie dem Drama Wer Knecht ist, soll Knecht bleiben nach Georg Lohmeier.
Zu Bierlings seltenen Kinoauftritten zählen Ernst Hofbauers Historiendrama Rasputin – Orgien am Zarenhof und Peter Zadeks Simmel-Verfilmung Die wilden Fünfziger.
Daneben wirkte er auch in verschiedenen Hörfunkproduktionen wie etwa der bayerischen Familiensaga Die Grandauers und ihre Zeit (BR 1980–1985) mit.

## Filmografie (Auswahl)

### Peter Steiners Theaterstadl
- 1988: Die Lügenglocke – als Florian Hirnblaser, Gemeinderat
- 1988: Schach der Eva – als Professor Kernlinger
- 1989: Der bayerische Schutzengel – als Protectulus
- 1989: Der störrische Kurgast – als Baron Frankenberg
- 1991: Die drei Dorfheiligen – als Doktor Gerner
- 1991: Alles beim Teufel – als Notar
- 1997: Liebesnacht am Lindenhof – als Willibald Bruswachtl
- 1998: Das damische Duo – als Xaver Dorn

### Chiemgauer Volkstheater
- 1989: Der Brandner Kaspar und des ewig’ Leben – als Kaspar Brandner
- 1992: Liebe und Blechschaden – als Max Wieser, Bachwirt
- 1992: St.Pauli in St.Peter – als Peter Schwojer, Wirt
- 1992: Glück mit Monika – als Niederegger, Bürgermeister
- 1992: Himmel auf Erden – als Elias, Altknecht
- 1992: Das Glück is a Vogerl – als Xaver Brunninger
- 1992: Die falsche Katz – als Julius Hamel

### Der Komödienstadel
- 1996: Zur Ehe haben sich versprochen – als Johann Pichler
- 2002: Heldenstammtisch – als Lehner, Veteran
- 2004: Der Prinzregentenhirsch – als Ramstötter
- 2004: Skandal im Doktorhaus – als Postbote